# It's About Time (canción de The Beach Boys)
«It's About Time» es una canción escrita por Dennis Wilson, Carl Wilson, Al Jardine y Bob Burchman para la banda de rock estadounidense The Beach Boys. Fue editada en el álbum Sunflower de 1970. También se lanzó como lado B del sencillo "Tears in the Morning", únicamente llegó al puesto cuatro en los Países Bajos.

## Composición
Es una canción particular dentro del repertorio del grupo, es una canción de rock con ciertos matices de R&B. Tiene la particularidad del cierre jam session con reminiscencias latinas gracias a las congas que toca Dennis Dragon.
La letra de la canción es autobiográfica sobre las trampas y peligros del estrellato, sobre todo por las líneas: "Solía ser un artista famoso, orgulloso como podría ser".
Fue compilada por primera vez en el box set Made in California de 2013.

## Personal
The Beach Boys
- Al Jardine – armonías y coros; guitarra rítmica
- Bruce Johnston – armonías y coros; bajo eléctrico
- Mike Love – armonías y coros
- Brian Wilson – armonías y coros; órgano
- Carl Wilson – voz principal y coros; guitarra principal
- Dennis Wilson – armonías y coros

Músicos de sesión y personal
- Stephen Desper - ingeniero de sonido, mezclador
- Dennis Dragon – conga
- Earl Palmer – batería